# .ca
.ca és el domini de primer nivell territorial del Canadà per Internet. Qui vulga registrar un domini .ca ha de complir els requeriments tal com apareixen al registre. Exemples d'entitats vàlides són:
- ciutadans canadencs major d'edat,
- residents permanents del Canadà,
- organitzacions canadenque legalment reconeguda,
- Inuit, First Nation, Métis o cap altre poble indígena del Canadà,
- grups indis com els definits a l'Acta índia del Canadà,
- estrangers resident al Canadà que posseïsca una marca registada canadenca, o
- una organització del govern
- El rei Carles III.

Es poden també registrar dominis de segon nivell (com ara exemple.ca) o de tercer nivell en un dels dominis geogràfics de segon nivell definits pel registre (per exemple exemple.ab.ca).
El nom del domini fou destinat per Jon Postel (1943-1998), operador de l'Autoritat d'Assignament de Nombres d'Internet (IANA), a John Demco de la Universitat de la Colúmbia Britànica (UBC) el 1988. L'any 1997, en la coferència anual canadenca d'Internet a Halifax a l'estatr de Nova Escòcia, la comunitat canadenca d'Internet va abordar la reforma del registre del domini .ca.
L'Autoritat canadenca de registre d'Internet (CIRA) és una corporació canadenca no lucrativa responsable de la gestió del domini de primer nivell territorial .ca hui en dia. La gestió s'assumí l'1 de desembre de l'any 2000 de la UBC.
Qualsevol registre .ca ha de ser encomanat mitjançant un registrador de dominis certificat.

## Dominis de segon nivell
Els següents dominis de segon nivell són un producte històric d'abans que la CIRA s'ocupara del domini .ca. Les companyies incorporades federalment podien tindre un domini .ca, mentre que les companyies incorporades provincialment requerien les lletres de la seua província, com mb.ca. Actualment, qualsevol de les entitats citades abans pot registrar un domini amb el nom de la seua elecció seguit directament de .ca
- .ab.ca — Alberta
- .bc.ca — Colúmbia Britànica
- .mb.ca — Manitoba
- .nb.ca — Nova Brunswick
- .nf.ca — Terranova (ja no s'accepten nous registres, substituït per .nl.ca)
- .nl.ca — Terranova i Labrador
- .ns.ca — Nova Escòcia
- .nt.ca — Territoris del Nord-oest
- .nu.ca — Nunavut
- .on.ca — Ontàrio
- .pe.ca — Illa del Príncep Eduard
- .qc.ca — Quebec
- .sk.ca — Saskatchewan
- .yk.ca — Yukon (ja no s'accepten registres, domini suspés)

El domini de segon nivell .gc.ca sovint es confon com un dels dominis regionals sota el qual la CIRA permet registres del Govern del Canadà. gc.ca és en realitat un domini estàndard com qualsevol altre nom de domini .ca. La CIRA no registra directament dominis sota .gc.ca directament.